# 522 Хельга
522 Хельга (522 Helga) — астероїд зовнішнього головного поясу, відкритий 10 січня 1904 року Максом Вольфом у Гейдельберзі.
Тіссеранів параметр щодо Юпітера — 3,095.